# Левкин, Андрей Викторович
Андре́й Ви́кторович Ле́вкин (22 декабря 1954, Рига — 13 февраля 2023) — латвийский и российский прозаик, редактор, журналист.

## Биография
Окончил механико-математический факультет МГУ в 1977 г. С 1977 г. работал в Институте электроники и вычислительной техники Академии наук Латвии.
На рубеже 1980—90-х гг. — один из интеллектуальных и культурных лидеров новой русской литературы Латвии. С 1987 г. — ведущий сотрудник, затем, в 1988—1994 гг. — фактический редактор русского издания литературного, художественного и общественно-политического ежемесячного журнала «Родник» (Рига), удостоенного Малой Букеровской премии «за лучший русскоязычный литературный журнал ближнего зарубежья».
Скончался 13 февраля 2023 года на 69-м году жизни.

## Литературная деятельность
Проза публиковалась в журналах и альманахах «Даугава», «Родник», «Сумерки», «Митин журнал», «Ё», «Черновик», «Рижский альманах», «Урал», «Комментарии», «Знамя», «Новая Юность», «Уральская новь», «Октябрь», «Звезда», «©оюз Писателей», «Дружба народов», «Воздух», «Русская проза», «TextOnly», «Носорог», «Фигуры речи» и др.
Лауреат премии Андрея Белого в номинации «Проза» (2001). В 2009—2010 гг. входил в состав комитета премии Белого. В 2011—2013 гг. — эксперт премии «НОС».
Принимал участие в работе над сценарием (диалоги) полнометражного художественного фильма «Las Meninas» (режиссёр Игорь Подольчак, Украина, 2008).
Вместе с Кириллом Кобриным — создатель литературно-художественного проекта Post(non)fiction.
Проза переводилась на английский, болгарский, немецкий, польский, финский языки.

## Журналистская деятельность
В начале 1990-х гг. работал на русском телевидении Латвии. С 1994 года — член редколлегии газеты «Бизнес и Балтия». После переезда в Москву в 1998 г. возглавлял крупные интернет-проекты «СМИ.ру» и «Полит.ру». Автор раздела «NET-культура», затем — куратор отдела политики в «Русском журнале», там же с ноября 2006 г. по август 2008 г. вел рубрику «Новые описания». Колумнист интернет-изданий «Газета.Ru» (2003—2004), «Взгляд» (2005—2007), «Эксперт Online» (2007—2009), Slon.ru (2014—2015), раздела «Медиалогика» портала OpenSpace.ru (2010—2011) и др. Публиковал тексты о современной культуре на сайте arterritory.com.

## Книги
- Старинная арифметика: Рассказы и повести. — Рига: Лиесма, 1986. — 207 с.
- Тихие происшествия. — СПб.: Фил. «Васильевский остров» об-ния «Всесоюз. молодеж. кн. центр», 1991. — 58 с.
- Междуцарствие. — СПб.: Митин журнал; Борей-Арт-Центр, 1999. — 310 с.
- Двойники: Рассказы, повести. — СПб.: Борей-Арт-Центр, 2000. — 282 с.
- Цыганский роман: Повести, рассказы. — СПб.: Амфора, 2000. — 377 с.
- Голем, русская версия: Роман, рассказы, повесть. — М.: ОЛМА-ПРЕСС, 2002. — 313 с.
- Черный воздух: Повести, рассказы. — СПб.: Амфора, 2004. — 367 с.
- Мозгва: Роман. — М.: ОГИ, 2005. — 172 с.
- Счастьеловка. — М.: Новое литературное обозрение, 2007. — 123 с.
- Собрание сочинений: В 2 частях. — М.: ОГИ, 2008. — Ч. 1. — 608 с.; Ч. 2. — 608 с.
- Марпл: Роман. — М.: Новое литературное обозрение, 2010. — 290 с.
- Вена, операционная система (Wien OS). — М.: Новое литературное обозрение, 2012. — 171 с.
- Из Чикаго. — М.: Новое литературное обозрение, 2014. — 220 с.
- Битый пиксель. — М.: Коровакниги, 2016. — 36 с.
- Города как камни и представления. — Казань: Смена, 2016. — 92 с.
- Дым внутрь погоды. — [Рига]: Орбита, 2016. — 122 с.
- Голые мозги, кафельный прилавок / Предисл. О. Аронсона. — М.: Новое литературное обозрение, 2020. — 208 с.
- Проводки оборвались, ну и что. — М.: Новое литературное обозрение, 2023. — 248 с.
- Место без свойств. — СПб.: Jaromir Hladik press, 2023. — 216 с.
- Искусство прозы, а заодно и поэзии. — М.: Новое литературное обозрение, 2024.